# Tumidiclava gilvus
Tumidiclava gilvus är en stekelart som beskrevs av Yousuf, Kumar och Chouhan 1998. Tumidiclava gilvus ingår i släktet Tumidiclava och familjen hårstrimsteklar. Inga underarter finns listade i Catalogue of Life.